# Mario Minieri
Mario Minieri (* 21. Juni 1938 in Vergato; † 9. August 2022 in Bologna) war ein italienischer Radrennfahrer.

## Sportliche Laufbahn
Minieri war im Straßenradsport aktiv. Als Amateur gewann er 1958 Mailand–Bologna. Von 1960 bis 1968 war er Berufsfahrer. Er war einige Jahre lang Domestik von Felice Gimondi. Sein bedeutendster sportlicher Erfolg war ein Etappensieg in der Tour de France 1962. 1960 gewann er eine Etappe im Giro di Sicilia.
1960 wurde er Zweiter bei Mailand–Vignola hinter Alessandro Fantini. 1961 und 1962 wurde er jeweils Dritter in diesem Eintagesrennen. Minieri bestritt alle Grand Tours.
| Grand Tour            | 1960 | 1961 | 1962 | 1963 | 1964 | 1965 | 1966 | 1967 | 1968 |
| --------------------- | ---- | ---- | ---- | ---- | ---- | ---- | ---- | ---- | ---- |
| Vuelta a EspañaVuelta | –    | –    | –    | –    | –    | –    | –    | –    | 50   |
| Giro d’ItaliaGiro     | 81   | 47   | DNF  | 51   | 72   | –    | 77   | DNF  | –    |
| Tour de FranceTour    | –    | 44   | 75   | –    | 62   | 91   | –    | 87   | –    |